# 全学共斗会议

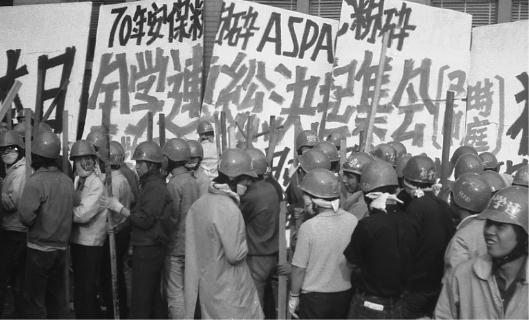
1968年6月的一场日本学生抗议

全學共鬥會議（日语：／），简稱全共鬥，是日本各大学的学生运动團體在1968年、1969年實行包括路障封鎖、罢課在内的实力斗争之際，由崩得系、三派全学連等组成的跨学院跨黨派組織的大学内部联合体:517。
由於全共鬥是由各大学的学生组成的，所以其分期、目的、组织與运动方针等都是分歧的。其中，以日大全共鬥和东大全共鬥最有名。东大全共鬥提出了“大学解体”、“自我否定”等主张，透過媒體广为傳播。以“实力斗争”为前提，在示威中与機動隊发生冲突的时候，还使用了投石和武鬥棒。
全共鬥也參與了东京大学事件，主导七个学院代表团，与大学当局签订确认书结束事件。中止入學考試後，文部省采取行动，为了解除罢課，行使实力，至此，對抗全共鬥成为了引进机动队的契机。在日本大学中，与全共鬥对立的是体育会系、民族派系。

## 历史

### 全共鬥前的學生運動
在全共鬥前的学生运动，主要是以维护学生生活为目的進行的罷課，但能取得校方让步的事例非常罕见。对此，全共鬥运动的特点是，作为战术，展开封鎖校館、路障等实力鬥爭，发展成为阻止教职员出入的鬥爭方式。
- 御茶水女子大学：1965年9月22日开始，學生反对修改宿舍规定，發動无限期罷课。但受到反對罷課的呼聲，在9月30日的学生大会上解除罷課。
- 高崎经济大学：1965年9月，市政府以财政困难为由提出私校化建议，受到教授会與学生的反對，最終停止私校化。作為私校化的替代方案，市政府改提出大幅上调学费。学生们虽然展开了反对上调学费的斗争，但陸續受到處分。
- 东京商船大学：1965年11月5日至26日間，爆發罢課，但是在26日的学生大会上解除罢課。
- 早稻田大学：虽然有針對修改学馆规定的鬥爭，但真正因为12月大幅度調漲学费的措施，因此反对斗争才一举成为热点话题。从1966年1月18日的第一法学部开始，第一商学部、第一政经学部、第一理工学院、第一理工学院、早稻田大学第一文学院等接连展开罢課。入学考试是以機動隊驻扎校园的形式进行的。6月，理工学院解除罢課，最后文学院解除罢課，結束鬥爭。
- 明治大学：1966年11月24日上午开始反对提高学费，在和泉校舎發動无期限罢課，稱為“明大紛爭”。最終以學生方的失敗落幕。
- 庆应义塾大学：1968年，美軍資金流入醫學部為契機，學生發動了以路障封锁全校，但由于留级问题，學生通过投票，解除封锁。
- 中央大学：1966年12月8日，4000名学生参与學生会馆的管理运营权會議，并与校方进行协商。然而，校方拒絕學生方要求，學生方到了晚上就發動路障罢課。最終，校方妥協，接受學生方的要求。25日，解除路障。
- 国际基督教大学：1963年反对學費上漲鬥爭、1966年生協設立鬪争，1966年5月反對以“能力開發研究所測驗”取代原本入學測驗的斗争，與反對考試費用上漲1.67倍的鬥爭合流。雖然透過占領系馆达到目标，但是因没有退缩，也產生63名的遭处分者。

学生运动，在各大学各有不同，但一般被称为“全共鬥”的，指以下日本大學及东京大學的全共鬥运动。

### 发端
1968年5月，东京国税局通过搜查日本大学時，发现了22亿日元的用途不明的資金。在當時的日本大学，學生會正不滿時任理事長的古田重二良的治校方針，而用途不明金问题遂成為導火線，使學生对大学当局的不满爆发。5月23日，日本大学發生第一次示威──“200米示威”（二百メートル・デモ）。5月27日，選出秋田明大为议长，學生結成了日本大学全学共斗会议，即日大全共鬥。理事会回應全共鬥争要求。9月30日，在两国講堂，學生與大學方舉行“全學集會”的交涉。共有3万5千名学生参加了集会。全共鬥称此次集會为“大眾團交”，即工会法中勞工與資方間的集体协商。经过12个小时的协商，大學曾一度接受全共鬥方要求的理事會總辭、等要求。然而，第二天，佐藤荣作首相表示“大众团交脱离了常识”，而大學方也撤回了与学生的约定。於是，持有日本刀的体育会系学生闯入兩國講堂，隨後機動队進入講堂，而全共鬥的学生以鼓掌迎接，但機动队却只镇压了全共鬥方的学生。至此，日大斗争趋于平静，而一部分学生轉入东京大学事件等事件。日本大学事件平息之后，在武藏野台站的临时学校重新开始上课。臨時學校周围皆是空地和农田。10多个臨時校舍环绕铁丝网，而入口处有职员要求出入者出示学生证，因此被称为“日本大学奥斯维辛”（日大アウシュビッツ）。
1967年，東京大學方面，醫學部學生，因不滿以醫師登記制度取代原先的“研修醫制”，而展開罷課。 最終校方不当处分抗議學生，升高雙方衝突；學生占领了安田讲堂。同時，於7月5日，選出山本義隆为议长，結成了东大全共鬥。东大全共鬥也和日大全共鬥一样，以路障封锁大学内部的建筑物，要求与校方进行“大众团交”。

### 展开
从1968年开始到1969年为止，全共鬥运动以日大鬥爭、東京大學事件為契機，扩散到了全国大学。
全共鬥最初是針對各大学个别问题(如学费问题等)結成的跨各校學生會組織。此后，在经历大学当局的強硬应对和政府及机动队的介入下，逐渐全校化，成为了“對大学、学生和研究者重新定位，以大学理念和学问為主体的运动”。 现在的大学是，“纳入帝国主义式管理的‘教育工厂’，教授會成为负责其管理秩序的‘权力的基层机构’。至此，‘大学自治’已经只是幻想。故解散管理秩序全體成為最大的课题，需以全校路障封鎖等暴力行为，對大学解体。此外，从内部否定作為身分的‘自己是学生、研究员’的‘自己否定’的思想問答也非進行不可。因此，全校路障封锁具有解体帝国主义大学的政治性，同时具有自我否定的思想性。”
如此這般，在东京大学事件中，出现了“大学解体”、“自我否定”的口号，超越了大学内部问题的框架，變成“学生与国家权力之间的斗争”的形式。这使得鬥爭無法透过各大学的妥协而结束，而且也成为后来斗争败北后运动一下子解体的原因。作为運動早期參與者的吳智英表示“‘自我否定’是‘自我肯定’。为了出人头地追求学问，就越发现自己远离了学问的本义。这就是所謂的自我否定。自我否定不是以目标为目标的。其结果就是自我肯定。”
1968年11月22日，東大本郷校區安田講堂前举行“东大、日大鬪爭胜利全国学生总決起集会”，聚集近2万名学生。11月1日，东京大学的校长大河内一男、各学院院长、監事因纷争负责而辞职。1968年至1969年期间，有30多所大学在被路障封鎖的情况下過年。
1月18日、19日，8500名机动队向被路障封鎖的安田讲堂发动攻击，展开了72小时的攻防戰，东大全共鬥运动进入了收尾阶段。
然而，“东京大學事件之後，全共鬥運動以烈火燎原之勢向全國擴散。”1969年之際，以京都大學為開端，北海道大學、東北大學、一橋大學、東京外國語大學、東京教育大學、橫濱國立大學、靜岡大學、信州大學、金澤大學、名古屋大学、大阪大学、大阪教育大学、大阪市立大学、岡山大学、廣島大學、九州大学、熊本大学、明治大学、早稲田大学、慶應義塾大学、法政大学、日本大学、東洋大学、中央大学、同志社大学、立命館大学、關西大學、關西学院大学等，日本主要國立、私立大學約8成、165校因全共鬥進入鬥爭狀態，全校遭到路障封鎖。

### 落幕
全共鬥，是各大学內的各主要党派联合体，多為一般学生参与，沒有特定的思想、组织與目标，且其经过的全貌、形态、评价也有各式各樣。当时进行街头斗争為“三派全学連”，即共产主义者同盟、革命的共產主義者同盟全國委員會及社青同解放派的全日本学生自治会总联合。此外還有，支持前者的第二次崩得、革共同以及其他新左翼組織。此外，也有主張三派全學連不等同全共鬥的參與者。
进入1970年代，新左翼各組織間发生內部暴力事件，內部不斷分裂。此外，聯合赤軍引发的山岳基地事件、淺間山莊事件，以及日本赤军發動淀号劫机事件等事件，激进的学生运动迅速失去支持，使得自然發生的全共鬥運動也迅速瓦解。
“一次性发起的全共鬥运动瞬間平息了。”1969年9月5日，在日比谷野外音乐堂，全国78个大学，26000人参與結成全国全共鬥，由东大全共鬥的山本義隆担任议长，日大全共鬥的秋田明大担任副議長。具体来说，全国全共鬥是中核派、社學同、学生解放战线、学生国际、共学同、反帝学评、社會主義學生戰線、社会主义劳动者党等新左翼八黨派組成的“实质性党派共鬥”。 然而，此團結止不住運動的頹勢。另一方面，8月3日，在國會，佐藤內閣通过了《大學運營臨時措置法》，规定在最坏的情况下，可以透過文部省的命令，停止整个大学的運作。 至始，重視大學自治、希冀大學自力解決的大学職員及成員开始憂慮大学倒闭。在下學期课程开始的9月份，為了解除路障，多數大学都請求機動隊進入。

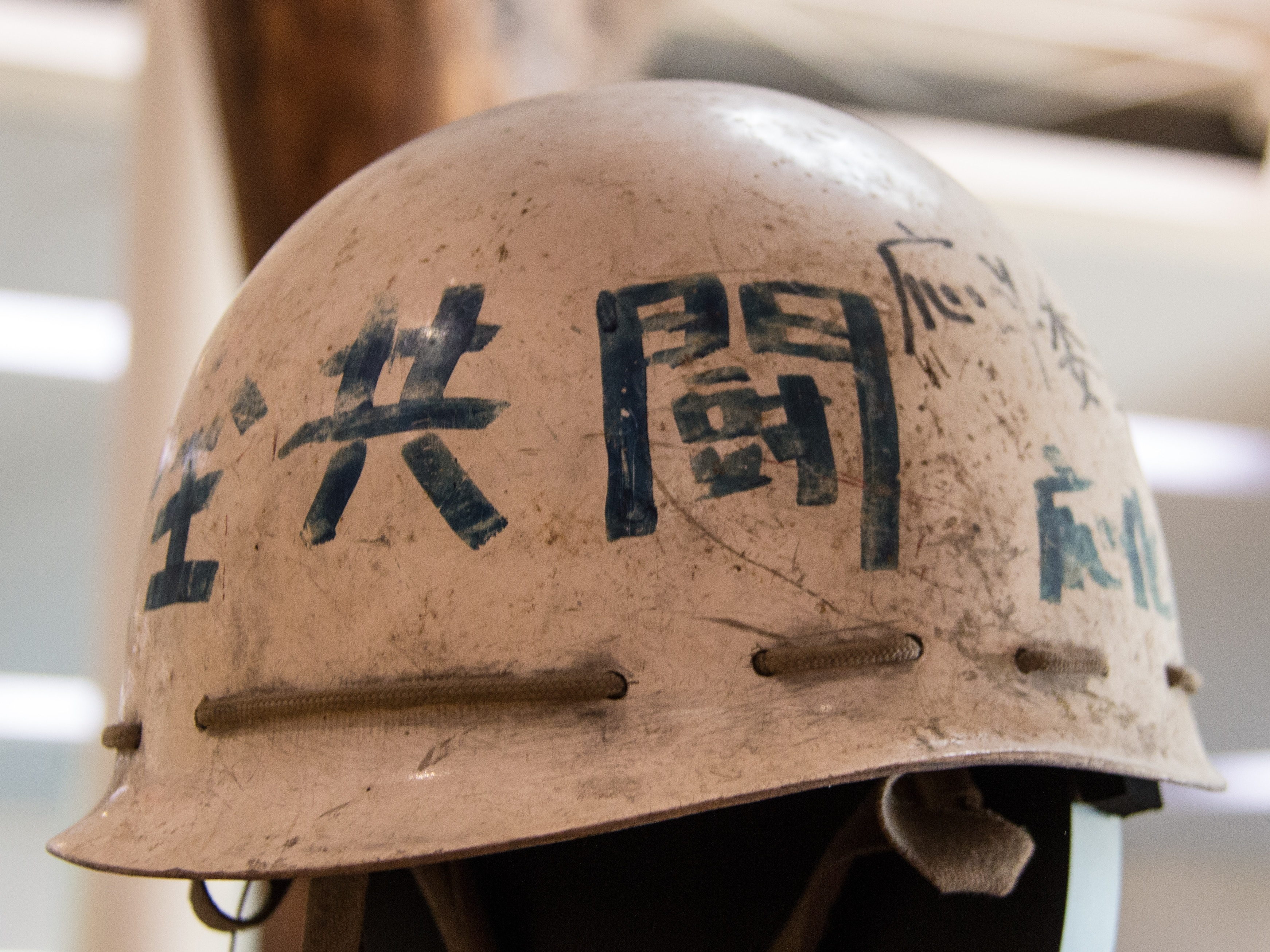
全共鬥工地頭盔（ゲバヘル），成田機場天空與大地歴史館

## 全共鬥出身者
- 猪濑直树
- 盐崎恭久
- 仙谷由人
- 上野千鹤子
- 坂本龙一
- 立松和平（英语：立松和平）
- 德里伊藤
- 橋爪大三郎
- 山内昌之